# Eucalyptus synandra
Eucalyptus synandra är en myrtenväxtart som beskrevs av M.D. Crisp. Eucalyptus synandra ingår i släktet Eucalyptus och familjen myrtenväxter. Inga underarter finns listade i Catalogue of Life.